# Coleophora indefinitella
Coleophora indefinitella é uma espécie de mariposa do gênero Coleophora pertencente à família Coleophoridae.